# CLIL
CLIL (engl. Content and Language Integrated Learning) je model nastave koji objedinjuje podučavanje nastavnog predmeta i stranog jezika, gde se nejezički sadržaji izučavaju na stranom jeziku. CLIL programi obično podrazumevaju da se nastava na nejezičkim predmetima održava u obimu manjem od 50% od predviđenog programa.
U ovim programima strani jezik je sredstvo za predmetnu nastavu nejezičkih sadržaja, a specifičnosti CLIL nastave u odnosu na tradicionalnu sastoje se i u posebnim pedagoškim, psihološkim i metodičkim sredstvima: centralni položaj učenika, interaktivna nastava, podrška u učenju: nastavnik-učenik, učenik-učenik, drugi izvor), posredničkoj ulozi nastavnika koji pomaže učeniku u kognitivnim podsticajima u okviru pojedinačne zone proksimalnog razvoja, razvoju receptivnih veština itd.

## Uloga nastavnika u CLIL nastavi
CLIL podrazumeva da u nastavi u najvećoj meri učestvuju nastavnici kojima strani jezik koji predaju nije maternji jezik. U CLIL-pristupu učestvuju nastavnik stranog jezika i nastavnik nejezičkog predmeta koji može, ali i ne mora da zna strani jezik. Nastavu mogu obavljati pojedinačno, zajedno, u dogovoru, radeći zajednički na materijalima ili usklađujući program jezičkog i nejezičkog predmeta. U Srbiji su predmeti na kojima se izvodi dvojezična nastava uvođeni na osnovu raposloživnosti nastavnika koji ispunjavaju uslove za učestvovanje u nastavi. Nastavnik mora da ispunjava uslove da predaje određeni predmet i da poseduje nivo B2 iz stranog jezika na kom predaje u trenutku ulaska u nastavni proces.

## Dvojezična nastava u Srbiji
Kao jedan od vidova primene politike Saveta Evrope o učenju stranih jezika, dvojezična nastava razvija se i u Srbiji od školske 2004/05. godine. U nekoliko škola započeta je ogledna nastava na francuskom, ruskom i engleskom jeziku. U srednjim školama bilingvalna nastava se odvija na francuskom i italijanskom jeziku, uz zajednička ulaganja i napore Ministarstva prosvete i inostranih poslova Italije, Francuske, Velike Britanije, SAD, Rusije i Srbije.